# Socarenam
 (octobre 2015).
Si vous disposez d'ouvrages ou d'articles de référence ou si vous connaissez des sites web de qualité traitant du thème abordé ici, merci de compléter l'article en donnant les références utiles à sa vérifiabilité et en les liant à la section « Notes et références ».
La Société calaisienne de réparation navale et mécanique, plus connue comme la Socarenam, est une société française de construction navale, présente dans plusieurs ports du Nord et de l'Ouest de la France. Le siège de la Socarenam est basé à Boulogne-sur-Mer.

## Historique
Créé en 1961, le chantier était basé à Calais à l'origine. Son activité première était l'entretien des navires de commerce de la société navale caennaise qui a fondé la Socarenam. En 1969, un second site s'installe à Boulogne-sur-Mer, à la place des chantiers Baheux qui construisaient des navires de pêche en acier au début du XXe siècle. En 1973, la Socarenam implante un troisième atelier à Dunkerque.
La société navale caennaise qui dirige la Socarenam depuis ses débuts décide de vendre ses filiales en 1989. Les employés organisés au sein d'une reprise d'entreprise rachètent leur chantier qui appartient depuis à 100 % à Socalliance.

## Implantations
La Socarenam est présente  :
- Boulogne-sur-Mer : construction navale, aujourd'hui le principal site
- Calais : chaudronnerie off-shore
- Dunkerque : maintenance industrielle
- Saint-Malo : construction navale de grandes unités
- Étaples : construction navale de petites unités et menuiserie

## Savoir-faire
Fort d'une équipe de 250 personnes regroupant des ouvriers qualifiés, des techniciens spécialisés et des ingénieurs, le chantier est agréé par différents organismes de contrôle reconnus au sein de la marine marchande tels que le Bureau Veritas.
L'entreprise est certifiée ISO 9001 version 2008.

### Construction navale

#### Navire de pêche
Le chantier construit des navires de pêche de 17 à 40 mètres tel que des trémailleurs, des chalutiers pêche en arrière et des chalutiers à tangon.

#### Navire spéciaux, de servitudes civils et militaires
Le chantier a construit des navires allant de 16 à 75 mètres. Les deux plus gros navires sortis du chantier sont les MPSV Enterprise et Supporter du groupe Bourbon dont les coques ont été réalisées en Pologne.
Quelques réalisations:
- Ponton grue automoteur.
- Navires multifonctions assistance de drague.
- Yacht charteur.
- Baliseurs océanique.
- Bac à passagers.
- Navires de recherches scientifiques.

##### Navire militaire
La Socarenam a reçu le prix spécial aux trophées de la qualité de la direction générale de l'Armement, avec la réalisation pour le compte de la Marine nationale française de nombreux bâtiments de servitude et d'instruction dont :
- Remorqueur pousseur pour sous-marin.
- Bâtiment d'instruction Glycine
- Bâtiment remorqueur de sonar (classe Antarès).
- Bâtiment de soutien de plongée.
- Vedettes de la direction générale des Douanes et Droits indirects.
- Deux vedettes pour la marine et la gendarmerie commandées en 2018[5].
- Le 24 février 2020, la direction générale de l'Armement (DGA) a notifié à la Socarenam un contrat portant sur l'acquisition de trois vedettes côtières de surveillance maritime (VCSM) pour une valeur de 20 millions d'euros environ. Ces bâtiments 22 m de long peuvent accueillir huit marins et effectuer des missions d'une durée de cinq jours. Elles seront dotées d'un système optronique stabilisé, armées de deux mitrailleuses de 12,7 mm et équipées d'une embarcation légère (pouvant naviguer à la vitesse maximale de 35 nœuds). Ces bâtiments destinés à la gendarmerie maritime seront affectés à la surveillance côtière dans la zone des 200 milles et à la police des pêches[6].

Concernant les bâtiments de combat, deux patrouilleurs légers guyanais de la Classe La Confiance sont commandés fin 2014, auquel s'est ajouté un troisième (La Combattante) fin 2018. Le 3 novembre 2019, Emmanuel Macron annonce que le ministère des Armées a passé officiellement commande de six patrouilleurs Outre-Mer au chantier naval Socarenam de Boulogne-sur-Mer,,.
En mai 2020, les gardes côtes polonais font l'acquisition d'un patrouilleur hauturier Socarenam pour 22 millions d'euros.
L'entreprise a également construit les patrouilleurs belges P901 Castor et P902 Pollux, livrés en 2014 et 2015. En novembre 2024, la Belgique commande un troisième navire de ce type.

### Réparation navale et transformation de navire
Différents travaux de carénage sont possibles via  un slipway, chariot cavalier pour bateau… ainsi que tous les travaux d'escale de cargo.